# 15 Again
15 Again ist das dritte Studioalbum von Cassius. Es erschien am 11. September 2006.

## Entstehungsgeschichte
Nach dem Album Au Rêve aus dem Jahre 2002 gingen Zdar und Boom Bass im Oktober 2005 in ein Tonstudio auf Ibiza. Dort fand eine dreiwöchige Session statt. An keinem Stück sollte dabei länger als acht Stunden gearbeitet werden. Das Album wurde binnen vier Wochen zwischen Dezember 2005 und Januar 2006 in den PLUSXXX Studios in Paris fertiggestellt. Die Single Toop Toop erschien im Frühjahr 2006 in Frankreich. Cassius hat für den Titel Eye Water den amerikanischen R&B-Sänger und Produzenten Pharrell Williams verpflichtet. Als Gitarrist ist bei mehreren Songs Matthieu Chedid zu hören. Einige Tracks wurden von Sängerin Gladys Gambie eingesungen. Weitere Gäste waren Sébastien Tellier, Étienne de Crécy und Guy-Manuel de Homem-Christo.

## Titelliste
In den Vereinigten Staaten erschien das Album fast ein Jahr später. Die Titelliste unterscheidet sich leicht von der europäischen Version.
| Originalversion 1. Toop Toop – 2:47 2. Rock Number One – 3:36 3. This Song – 4:50 4. 15 Again – 3:00 5. All I Want – 3:55 6. Eye Water – 5:32 (feat. Pharrell Williams) 7. See Me Now – 3:52 8. A Mile from Here – 3:53 9. Jackrock – 9:30 10. Cactus – 8:02 11. La Notte – 5:54 12. Gria Guervos – 3:36 | US-Version 1. Toop Toop – 2:47 2. Rock Number One – 3:36 3. This Song – 4:50 4. 15 Again – 3:00 5. All I Want – 3:55 6. Eye Water (feat. Pharrell Williams) – 5:32 7. See Me Now – 3:52 8. A Mile from Here – 3:53 9. Jackrock – 9:30 10. Cactus – 8:02 11. Shame Shame Chérie – 8:31 12. La Notte – 5:57 |

## Musikstil
Den Titel trägt das Album zum einen, weil das Duo Cassius sich 1990 gegründet hat und die Studioarbeiten zu diesem Album nach dem 15-jährigen Bestehen begannen. Es ist allerdings auch eine Anspielung auf das Konzept des Albums: eine Reise zurück zu den musikalischen Wurzeln des Duos. Das Album greift dementsprechend einige der üblichen House-Musikströmungen auf, unter anderem Acid House, Detroit-Techno, Eurodance und den französischen Housepop-Stil, der seine Inspirationen aus dem Elektropunk, Synthpop Depeche-mode’ischer Prägung, Elektro-Soul im Stile von Prince, Funk, Techno und Post-Punk bezieht. Die Musik erinnert an ihre Vorgängerbands La Funk Mob und Motorbass sowie ihre Landsleute Air und Daft Punk und ist überwiegend fröhlich und clubtauglich gehalten.

## Erfolg
Cassius’ Album 15 Again erreichte Platz 44 der französischen Charts und hielt sich 14 Wochen in den Top 100. Die einzige Singleauskopplung Toop Toop erschien am 11. August 2006 und erreichte in den französischen Charts Platz 39 und in den Schweizer Charts Platz 76.

## Rezensionen
Karl Fluch urteilt im Standard über das Album:

„Cassius […] besitzen […] einen seltenen Instinkt für die Dosierung ihrer Zutaten. Einerseits. Andererseits – und das zählt bei immer noch clubtauglichen Stücken natürlich – verfügen Cassius über ein Gespür für Funk, der auch in Stücken durchschimmert, die, oberflächlich betrachtet, ohne diesen auskommen könnten. Etwa in Toop Toop, dem Opener hier. Dieser könnte auch von einer Stretchhosen tragenden Gitarrenband aus New York stammen: Zu kurzen, slicken Gitarren-Riffs und zappeligen, aber eben in die Tiefe reichenden Rhythmen erhebt hier Phillipe Zdar selbst die Stimme – ein Novum. Bevor ein Cassius-Song Gefahr läuft auszudünnen, setzen die beiden tiefe Bässe und verschobene Beats nach.“